# Вандерворт
Вандерво́рт (від нім. Wanderwort — «мандрівне слово», «слово-бурлака») — слово, що поширюється як запозичення у дуже багатьох мовах, зазвичай посередництвом торговельних зв'язків. У разі свідчень, що слово вживається з незапам'ятних часів, буває важко встановити джерело його походження й напрямки запозичення.

## Приклади
Типовими прикладами вандервортів є слова «цукор» (< лат. zuccarum < араб. سُكَّر), «імбир», «срібло», «кмин», «м'ята», «вино». Деякі з цих слів сходять корінням до культурних і торговельних зносин Бронзової доби.
Іншим прикладом є слово «чай»: від кит.: 茶 у північнокитайській вимові походять яп. ちゃ, перс. چای, тур. çay, каз. шай, груз. ჩაი, англ. chai («напій з чаю, молока і прянощів»), порт. chá та ін. У країнах Заходу поширилися форми, похідні від варіанта того ж слова у його південнокитайській вимові (нім. Tee, англ. tea, нід. thee, фр. thé, ісп. té).
Тюркське слово «арслан» («лев») поширилося серед маньчжурів і персів. У деяких країнах воно слугує особовим ім'ям: від нього утворені й українські імена Руслан, Руслана.
Деякі стародавні вандерворти пов'язані з поширенням писемності: наприклад, шум. мусар і аккад. мусарум («документ», «печать»), очевидно, запозичені до праіранської у формі *mudra-; з якого походять і серед.-перс. muhr і санскр. mudrā. Інший приклад: пізньонеолітичним вандервортом є шумерське балаґ, аккадське пілакку- і пра-і.є. *pelek'u- («сокира»). Слід зауважити, що аккадське пілакку- означало не «сокира», а «веретено», а шумерське балаґ — «велика арфа або барабан».